# Villeneuve-sur-Fère
Villeneuve-sur-Fère – miejscowość i gmina we Francji, w regionie Hauts-de-France, w departamencie Aisne.
Według danych na styczeń 2014 roku gminę zamieszkiwało 281 osób, a gęstość zaludnienia wynosiła 27 osób/km².